# (16163) Suhanli
(16163) Suhanli (2000 AD69) – planetoida z pasa głównego asteroid okrążająca Słońce w ciągu 3,72 lat w średniej odległości 2,4 j.a. Odkryta 5 stycznia 2000 roku.